# Charles-Henri Petersen

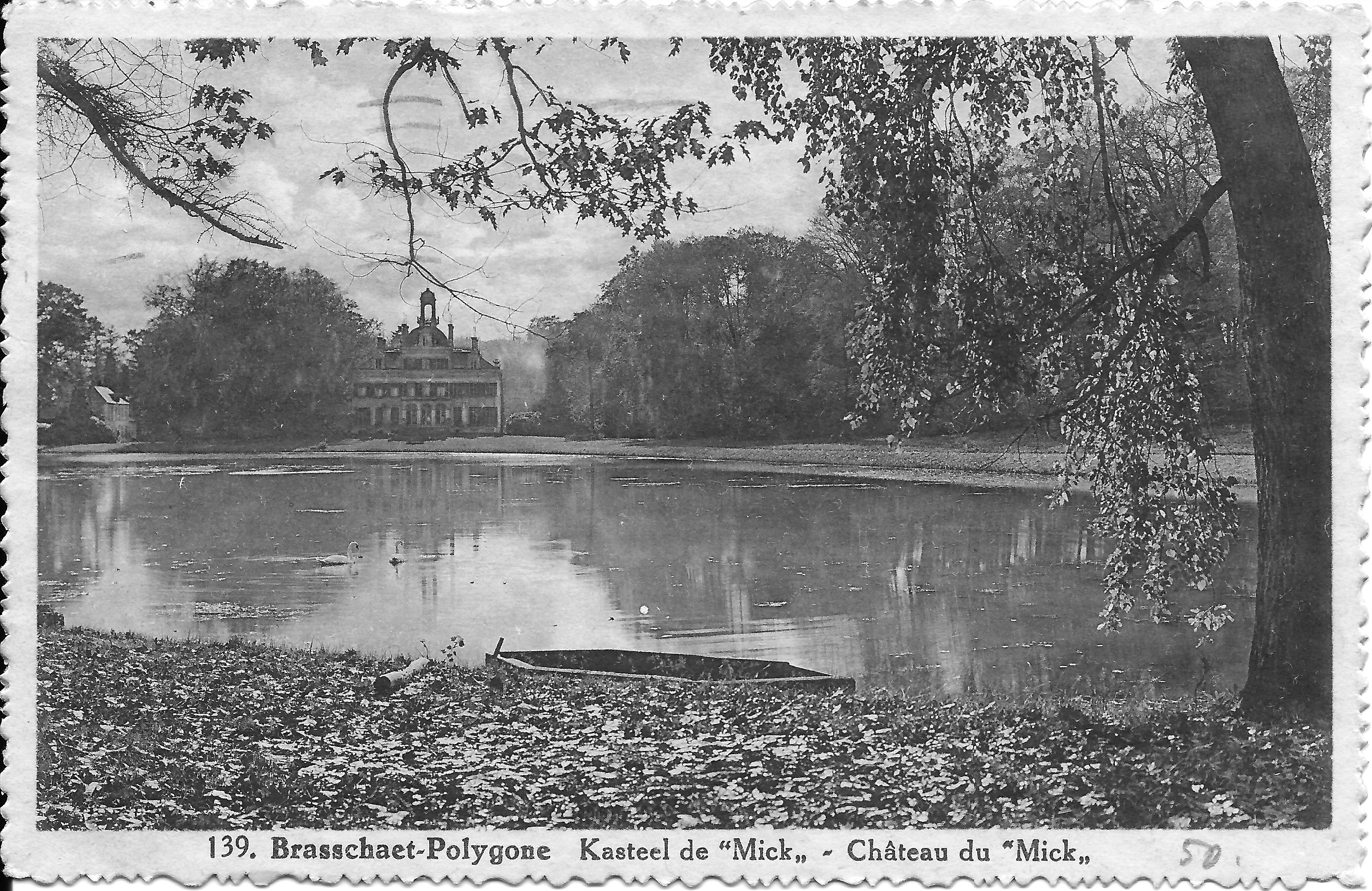
Het Hof ter Mick, vijver en Amerikaanse eik in het landschapspark in Engelse stijl (foto uit 1934)

Charles-Henri Petersen, oorspronkelijk Carl Heinrich Petersen (1792-1859) was een Duits landschapsarchitect uit Saksen. Rond 1820 vestigde hij zich in het Verenigd Koninkrijk der Nederlanden. In België zijn nog verschillende van zijn landschapsparken bewaard.

## Realisaties
- Kasteelpark van Bierbais, 1828 (voor C.J.G. de Man de Lennick)[2]
- Kruidtuin van Brussel, ingehuldigd in 1829 (plannen herwerkt door Jean-Baptiste Meeus-Wouters)
- Hof ter Mick in Brasschaat, 1830
- Kasteelpark van Leut, 1830 (in Engelse stijl, gedeeltelijk uitgevoerd)
- Park van Mariemont, 1832 (27 ha in Engelse stijl, voor Nicolas Warocqué)
- Kasteelpark van Merode in Westerlo, 1834 (plannen uitgevoerd in 1870)

## Voetnoten
1. ↑  Nathalie De Harlez De Deulin, "Les jardins du château de Freÿr. Etude historique et documentaire", in: Freÿr-sur-Meuse. Un patrimoine exceptionnel en province de Namur, ed. Jacques Toussaint, 2013, p. 676. ISBN 9782875020420
2. ↑  Court-Saint-Étienne, Mont-Saint-Guibert et Ottignies - Louvain-la-Neuve (= Patrimoine architectural et territoires de Wallonie, vol. 16), eds. Catherine Dhem en Geneviève Rulens, 2010, p. 116. Gearchiveerd op 11 juni 2023.